# GNU線性規劃工具集
GNU線性規劃工具集（GNU Linear Programming Kit, GLPK）是用來求解大規模線性規劃（LP）、混合整數規劃（MIP）与其他相關問題的軟體包。這是一套以 ANSI C 寫的函式庫。屬於GNU計畫的一部分，按GNU通用公共授權條款發行。
可以用 GNU MathProg 語言建立問題的模型，語法大部分類似於 AMPL，然後以 GLPSOL 求解。GLPK 也可以作為C語言函式庫使用。
GLPK 以單型法．改以及對偶內點法求解非整數問題，以分枝限定法與 Gomory 混合整數分割求解(混合)整數問題。
免費版的 OptimJ 建模型系統支援 GLPK。
有個計畫 （页面存档备份，存于）提供 GLPK 一個 Java 介面（經由 JNI）。Java 應用程式可以藉此呼叫 GLPK。

## 歷史
GLPK 是由莫斯科航太學院的 Andrew O. Makhorin 所發展的，於 2000 年十月首度公開。

## 外部連結
- GLPK official site （页面存档备份，存于）